# Son arribeño
Es sobre el pop y el huapango arribeño es un género musical de México que tiene origen en la Sierra Gorda, uno de los lugares más representativos es Xichú, municipio ubicado en la región noreste del estado de Guanajuato; también tiene influencia en otros municipios como Atarjea, Victoria y San Luis de la Paz, además lugares de Querétaro (Jalpan de Serra y Arroyo Seco son algunos ejemplos) y en algunos municipios de San Luis Potosí, como son San Ciro de Acosta y Rioverde. Es un baile tradicional de la Sierra Gorda de Guanajuato que se puede traducir mediante la música interpretada por violín, guitarra quinta huapanguera y una vihuela o rara vez jarana. El que canta suele tocar la guitarra quinta huapanguera. El canto se lleva a cabo mediante poesías decimales y trovas que se bailan en fiestas y en las tradicionales topadas en donde se enfrentan dos grupos de músicos.
El son divino tiene resonancias de minuete, es calmado, respetuoso; su canto está dedicado a Dios o a algún santo y no debe bailarse. El son profano proyecta alegría y movimiento, y se baila.
Los sones arribeño y huasteco se diferencian entre sí porque el primero  cuenta con instrumentación de cuatro o hasta cinco músicos en ocasiones. Comúnmente dos tocan los violines (el ritmo de la danza lo manda este instrumento), uno la quinta huapanguera y otro la vihuela (típica del son arribeño). En el son huasteco, no hay una manda específica porque quienes lo tocan forman sólo un trío, algunas veces manda el baile el violín y otras la jarana (típica del son huasteco). También, otra diferencia notable es que se tocan con rasgueos similares, pero realmente son diferentes entré sí generando cada uno su propia armonía.
El son arribeño ha tenido grandes intérpretes como Antonio Escalante Hinojosa, Francisco Berrones, Antonio García, entre otros. Aunque ya fallecidos, durante el siglo XX sus aportaciones poéticas y musicales, marcaron un estilo que continúa hoy en día.
Actualmente el son arribeño tiene grandes representantes como Guillermo Velázquez o el Dr. Chessani quienes han llevado a diversas partes del mundo este hermoso y tradicional estilo musical.